# Осока раздвинутая
Осо́ка раздви́нутая, или Осока редкоколосковая (лат. Carex remota) — многолетнее травянистое растение, вид рода Осока (Carex) семейства Осоковые (Cyperaceae).

## Ботаническое описание

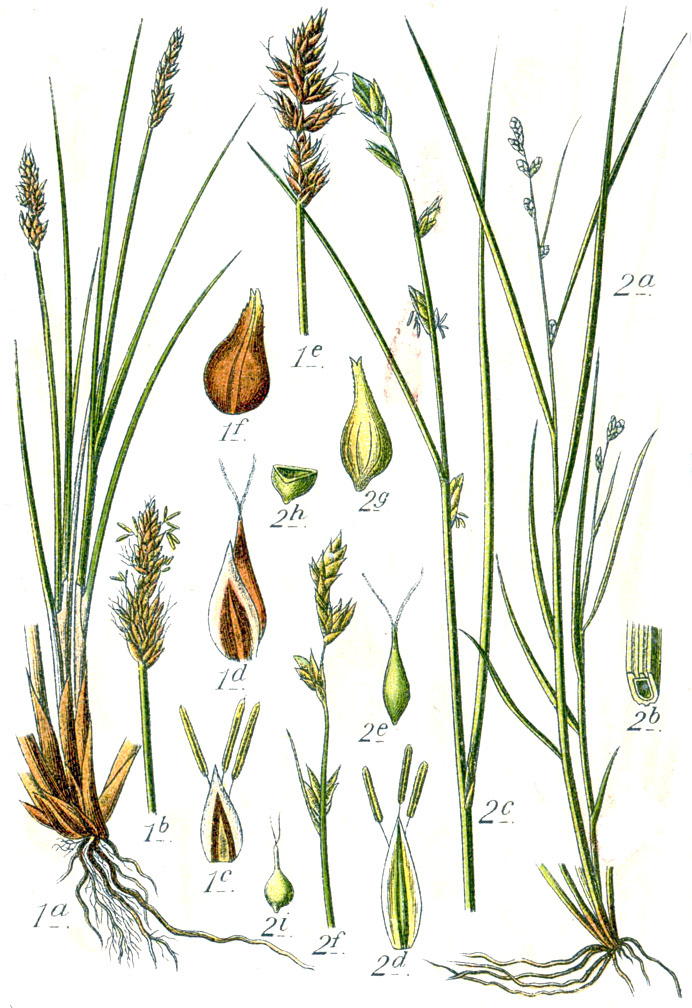
Осока раздвинутая (под цифрой 2).

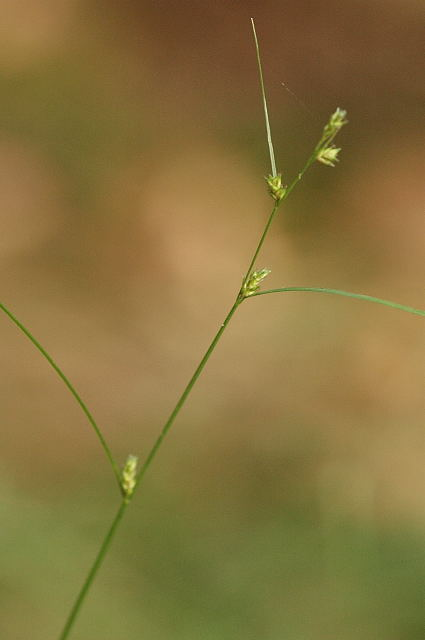
Колоски на стебле.

Светло-зелёное растение, с дернистым, не ползучим корневищем, с апогеотропными и косоапогеотропными побегами:54. Образует дерновины или кочки.
Имеет удлинённые вегетативные побеги:20. В основании вегетативных побегов имеются укороченные и несколько удлинённых междоузлий. Стебли высотой 30—60 см, тонкие, слабые, мягкие, неупругие, наверху шероховатые или почти гладкие, в соцветии извилистые, высоко облиственные. Генеративные побеги развиваются по моноциклическому типу:32. Возобновление побегов внутривлагалищное:54.
Листья плоские, мягкие, узкие, шириной (1:54)1,5—2 мм, короче стебля. Свободный край плёнки влагалищ с довольно глубоким клиновидным вырезом. Плёнка влагалищ чешуевидных или срединных листьев с неразветвлённой жилкой. Язычок узкий, высота его плёнки до 0,5 мм:54. Растение голое, часто лишь со щетинками и шипиками на влагалищах и листовых пластинках.
Колоски в числе 4—10, гинекандрические, яйцевидные или продолговато-яйцевидные, сжатые, длиной 0,6(0,8)—1 см, два—четыре верхних — сближенные, без прицветного листа, остальные — далеко расставленые, на 3—6 см, с длинными листовидными прицветными листьями, превышающими соцветие. Чешуи яйцевидные, острые, беловатые или светло-ржавые, с зелёным килем и бело-перепончатым краем, короче мешочков. Мешочки яйцевидные, плосковыпуклые, тонкоперепончатые, длиной (3)3,5—3,7(4) мм, около 1,5 см шириной, светло-зелёные, позже желтеющие, в нижней половине обычно буро-точечные, с тонкими жилками, идущими только в средней части мешочка, по краю с узким шероховатым крылом, у основания широко-округлые, по краям и у основания губчатые, на короткой ножке, постепенно переходят в плоский и остро-двузубчатый, спереди глубоко расщеплённый носик.

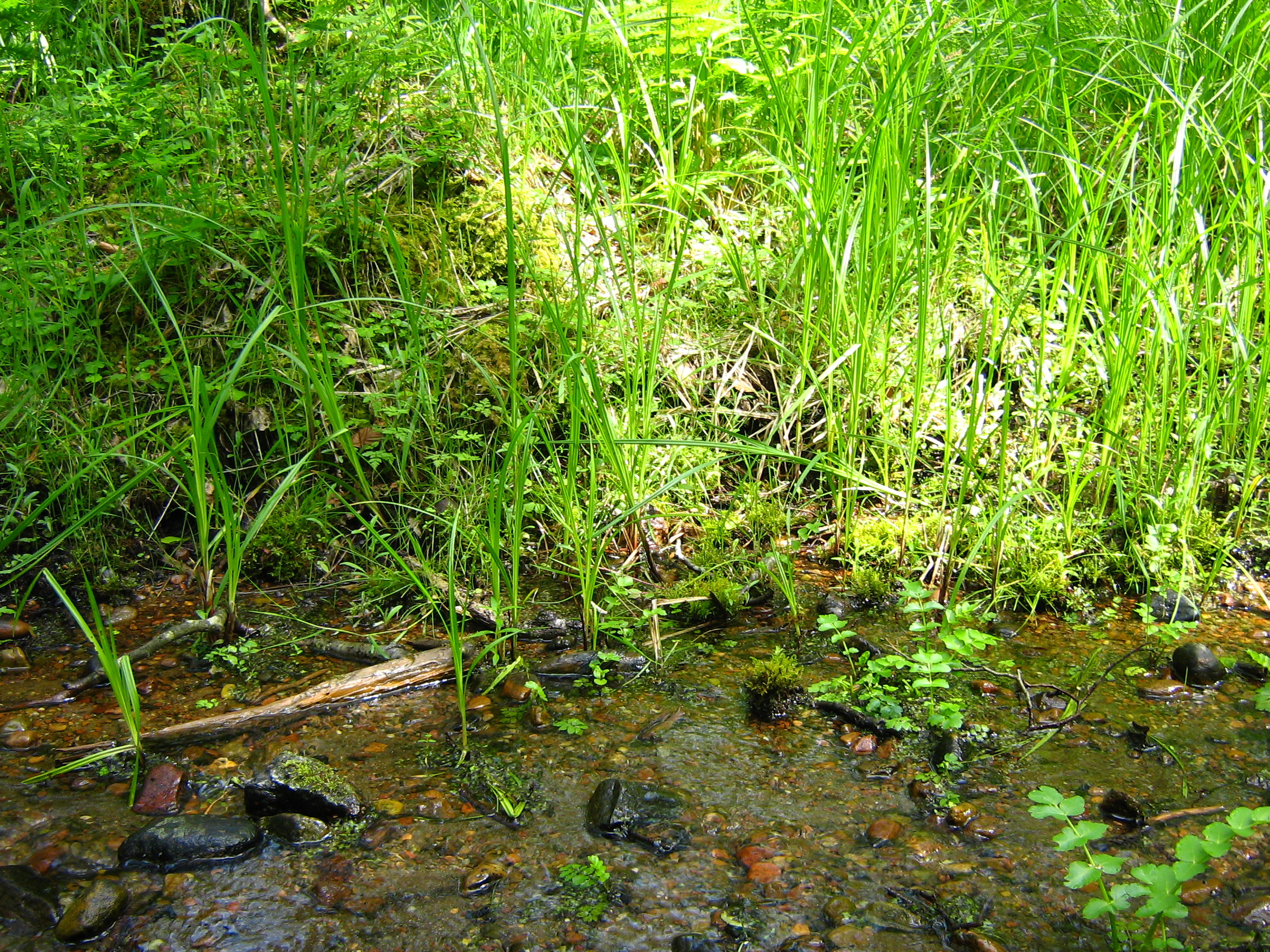
Типичное местообитание, Польша

Плодоносит в мае — июне.
Вид описан из Европы.

## Распространение и экология
Ареал вида охватывает Северную Европу: юг; Центральную и Южную Европу; Европейскую часть России; Прибалтику; Украину: Карпаты, бассейн Днепра, Крым; Белоруссию; Молдавию; Кавказ: все районы (в Предкавказье Ставрополь, в Южном Закавказье Зангеланский район Азербайджана); Западную Азию: Турция, Сирия, Ливан, Иран, Афганистан; Южную Азию: полуостров Индостан; Северную Африку.
Произрастает на сырой почве, у ключей и источников в лиственных, реже смешанных и хвойных лесах, иногда по сырым лугам и берегам рек; на равнине и преимущественно в лесном поясе гор.

## Классификация

### Представители
В рамках вида выделяют несколько подвидов и разновидностей:
- Carex remota subsp. remota — Северная Африка, от Европы до Японии и Западной Малайзии
- Carex remota subsp. alta (Boott) Kük. — от Северного Китая до острова Ява
- Carex remota subsp. rochebrunii (Franch. & Sav.) Kük. — от Непала до острова Ява, Центральная и Южная Япония
- Carex remota subsp. stewartii Kukkonen — от Восточного Афганистана до Гималаев
- Carex remota var. remotispicula (Hayata) Ohwi — Китай, Тайвань
- Carex remota var. reptans Franch. — Центральный Китай

### Таксономия
Вид Осока раздвинутая входит в род Осока (Carex) трибы Cariceae подсемейства Сытевые (Cariceae) семейства Осоковые (Apiaceae) порядка Злакоцветные (Poales).
|  |                                      |  |                                                             |                                                             |                    |  | ещё 17 семейств (согласно Системе APG II) | ещё 17 семейств (согласно Системе APG II)         |                                                   |  |  |  | ещё 13 триб (согласно Системе APG II) | ещё 13 триб (согласно Системе APG II) |  |  |  |  | ещё более 2450 видов | ещё более 2450 видов |
|  |                                      |  |                                                             |                                                             |                    |  | ещё 17 семейств (согласно Системе APG II) | ещё 17 семейств (согласно Системе APG II)         |                                                   |  |  |  | ещё 13 триб (согласно Системе APG II) | ещё 13 триб (согласно Системе APG II) |  |  |  |  | ещё более 2450 видов | ещё более 2450 видов |
|  |                                      |  |                                                             | порядок Злакоцветные                                        |                    |  |                                           |                                                   | подсемейство Сытевые                              |  |  |  |                                       | род Осока                             |  |  |  |  |                      |                      |
|  |                                      |  |                                                             | порядок Злакоцветные                                        |                    |  |                                           |                                                   | подсемейство Сытевые                              |  |  |  |                                       | род Осока                             |  |  |  |  |                      |                      |
|  | отдел Цветковые, или Покрытосеменные |  |                                                             |                                                             | семейство Осоковые |  |                                           |                                                   | триба Cariceae                                    |  |  |  | вид Осока раздвинутая                 |                                       |  |  |  |  |                      |                      |
|  | отдел Цветковые, или Покрытосеменные |  |                                                             |                                                             |                    |  |                                           |                                                   |                                                   |  |  |  |                                       |                                       |  |  |  |  |                      |                      |
|  |                                      |  | ещё 44 порядка цветковых растений (согласно Системе APG II) | ещё 44 порядка цветковых растений (согласно Системе APG II) |                    |  |                                           | подсемейство Мапаниевые (согласно Системе APG II) | подсемейство Мапаниевые (согласно Системе APG II) |  |  |  | ещё около 100 родов                   | ещё около 100 родов                   |  |  |  |  |                      |                      |
|  |                                      |  |                                                             | ещё 44 порядка цветковых растений (согласно Системе APG II) |                    |  |                                           |                                                   | подсемейство Мапаниевые (согласно Системе APG II) |  |  |  |                                       | ещё около 100 родов                   |  |  |  |  |                      |                      |